# آریلسون
آریلسون گیلبرتئ دا کوستا (به پرتغالی: Arílson Gilberto da Costa) هافبک اهل برزیل است که در شهر Bento Gonçalves و در تاریخ ۱۱ ژوئن ۱۹۷۳ به دنیا آمده‌است.
آریلسون در تیم‌های فوتبال Esportivo de Bento Gonçalves سابقهٔ حضور دارد.